# Tjärstads kyrka

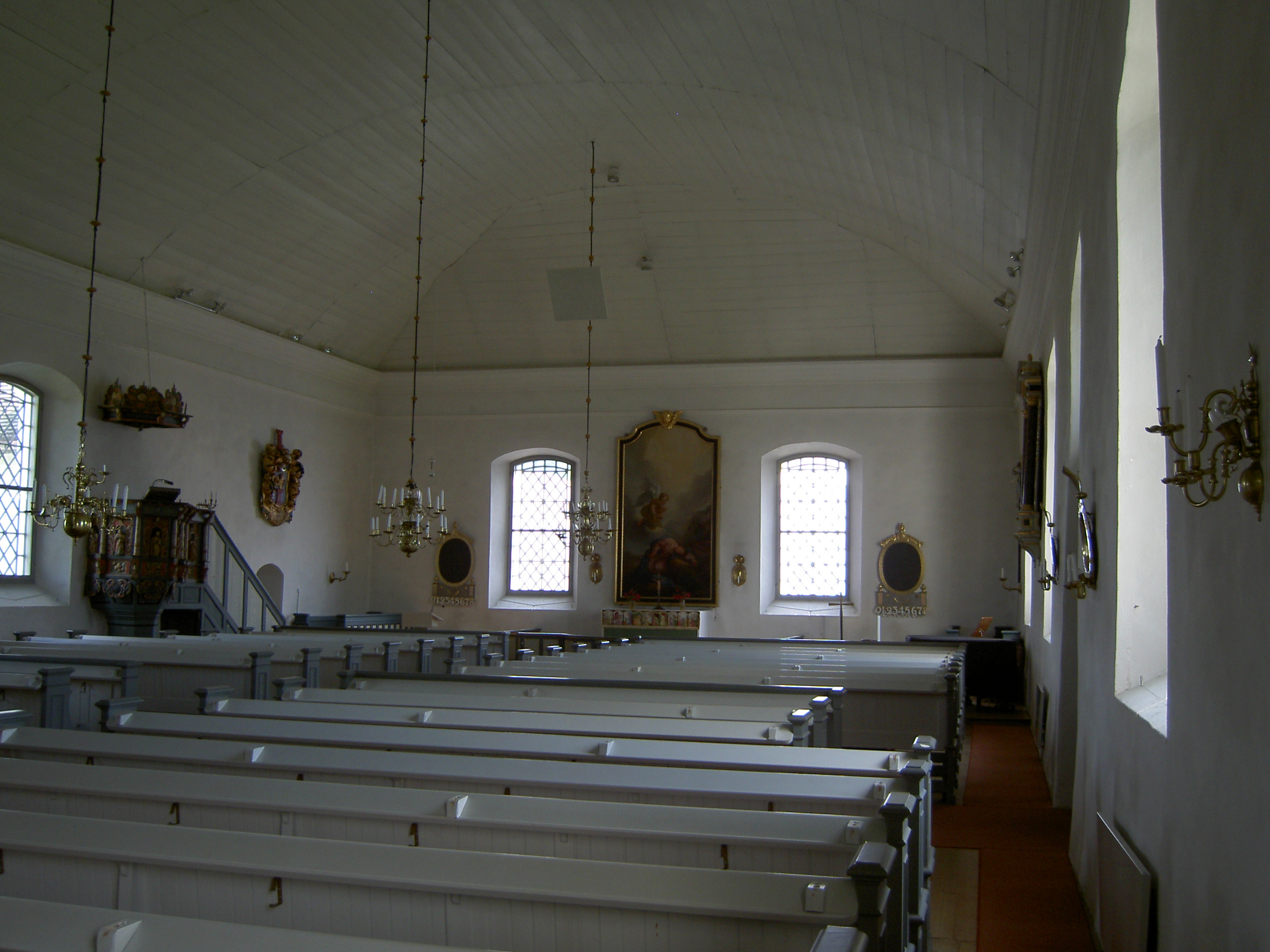
Kyrkorum

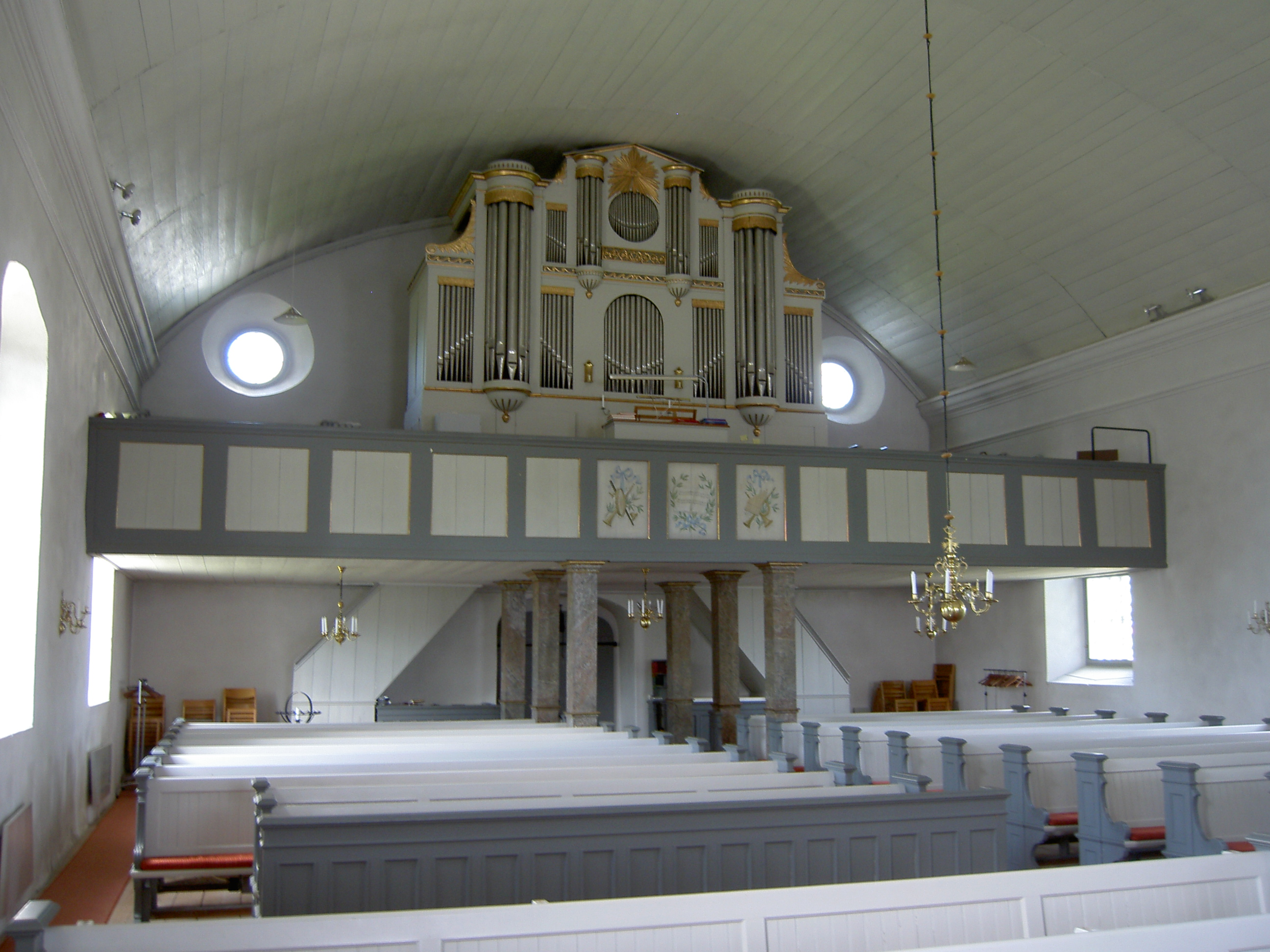
Orgelläktare

Tjärstads kyrka är en kyrkobyggnad i Tjärstads socken i Kinda kommun Den tillhör Rimforsa församling i Linköpings stift. Innan Åsundens sjösystem sänktes vid mitten av 1800-talet låg kyrkan intill stranden av den viktiga sjöleden mellan Linköping och Gamleby.

## Kyrkobyggnaden
Nuvarande kyrkas föregångare var en rundkyrka som uppfördes under senare delen av 1100-talet. Utseendemässigt liknade den rundkyrkan i Vårdsbergs socken som till en del är bevarad i Vårdsbergs nuvarande kyrka. Ovanpå rundhuset fanns ett trätorn. Norr om kyrkan stod en klockstapel. 1733 byggdes korsarmar till eftersom kyrkan var liten och bygdens befolkning växte.
Nuvarande kyrka uppfördes 1775–1778 samtidigt som rundkyrkan revs. Den är en salkyrka med öst-västlig orientering uppförd av sten och tegel. I öster finns ett rakt avslutat kor med samma bredd som övriga kyrkan. I en utbyggnad vid norra sidan finns sakristian. Innertaket är täckt med ett tunnvalv av trä. 1794–1795 byggde man till ett kyrktorn vid västra sidan. Samtidigt revs västra gaveln och kyrkan förlängdes cirka fyra meter åt väster. Tornet fanns med i de ursprungliga ritningarna. 1898 genomfördes en omfattande renovering då innertakets tunnvalv kläddes med pärlspontpanel och de slutna kyrkbänkarna ersattes med nuvarande öppna bänkar. Golvet i koret lades om och gamla gravhällar togs bort. Väggarna dekorerades med språkband innehållande bibelcitat. Vid påföljande restaurering 1930 avlägsnades en del av tilläggen från 1898 års renovering. Vid renoveringen 1972–1973 togs pärlspontpanelen ned och det ursprungliga brädtaket frilades. Samtidigt avlägsnades kvarvarande väggmålningar.

## Inventarier
- Predikstolen och dopfunten kommer från gamla kyrkan och tillverkades under slutet av 1600-talet av Henrik Werner och hans svåger Petter Bengtsson Holm.
- Altartavlan som tillkom 1781 är en gåva av riksrådet Melker Falkenberg. Den utfördes av Wilhelm Fredrik Gottman och har motivet Jesus i Getsemane örtagård.
- Förra altartavlan från 1752 har motivet Jesu korsfästelse och hänger numera på södra väggen.

### Orgel
- 1802 eller 1805 fick kyrkan en ny orgel som tillverkades av orgelbyggaren Pehr Schiörlin i Linköping. Den hade 21 stämmor fördelat på två manualer och pedal.
- Den nuvarande orgeln är tillverkad 1947 av M J & H Lindegren, Göteborg och är pneumatisk. Den har två fria kombinationer, registersvällare och automatisk pedalväxling. Tonomfånget är på 56/30 och orgelns fasad är från den föregående.

| Manual I        | Manual II      | Pedal        | Koppel   |
| Principal 16’ D | Rörflöjt 8’    | Subbas 16’   | I/P      |
| Principal 8’    | Kvintadena 8’  | Oktava 8’    | II/P     |
| Gedackt 8’      | Salicional 8’  | Flöjt 4'     | II/I     |
| Oktava 4’       | Principal 4’   | Nachthorn 2' | II 4'/I  |
| Gedacktflöjt 4' | Spetsflöjt 4'  | Basun 16'    | II 16'/I |
| Kvinta 2 2⁄3'   | Nasard 2 2⁄3'  |              |          |
| Oktava 2'       | Valtflöjt 2'   |              |          |
| Mixtur 4-5 kor  | Ters 1 3⁄5'    |              |          |
| Trumpet 8'      | Scharf 3-4 kor |              |          |
|                 | Krumhorn 8'    |              |          |
|                 | Tremulant      |              |          |

## Kyrkogård
Kyrkogården som omger Tjärstads kyrka omfattar såväl gravar som en minneslund. Här återfinns författaren Torgny Lindgrens grav. Lindgren bodde fram till sin död 2017 i Tjärstad gamla prästgård invid kyrkan.

## Sockenstuga
Intill kyrkan ligger Tjärstads sockenstuga som byggdes på 1840-talet. Stugan har inrymt både skola och ålderdomshem. Skolan och ålderdomshemmet har flyttat till Rimforsa varefter sockenstugan en tid fungerade som församlingshem. 2011 såldes dock sockenstugan av kyrkan och den befinner sig därefter i privat ägo.

## Bildgalleri

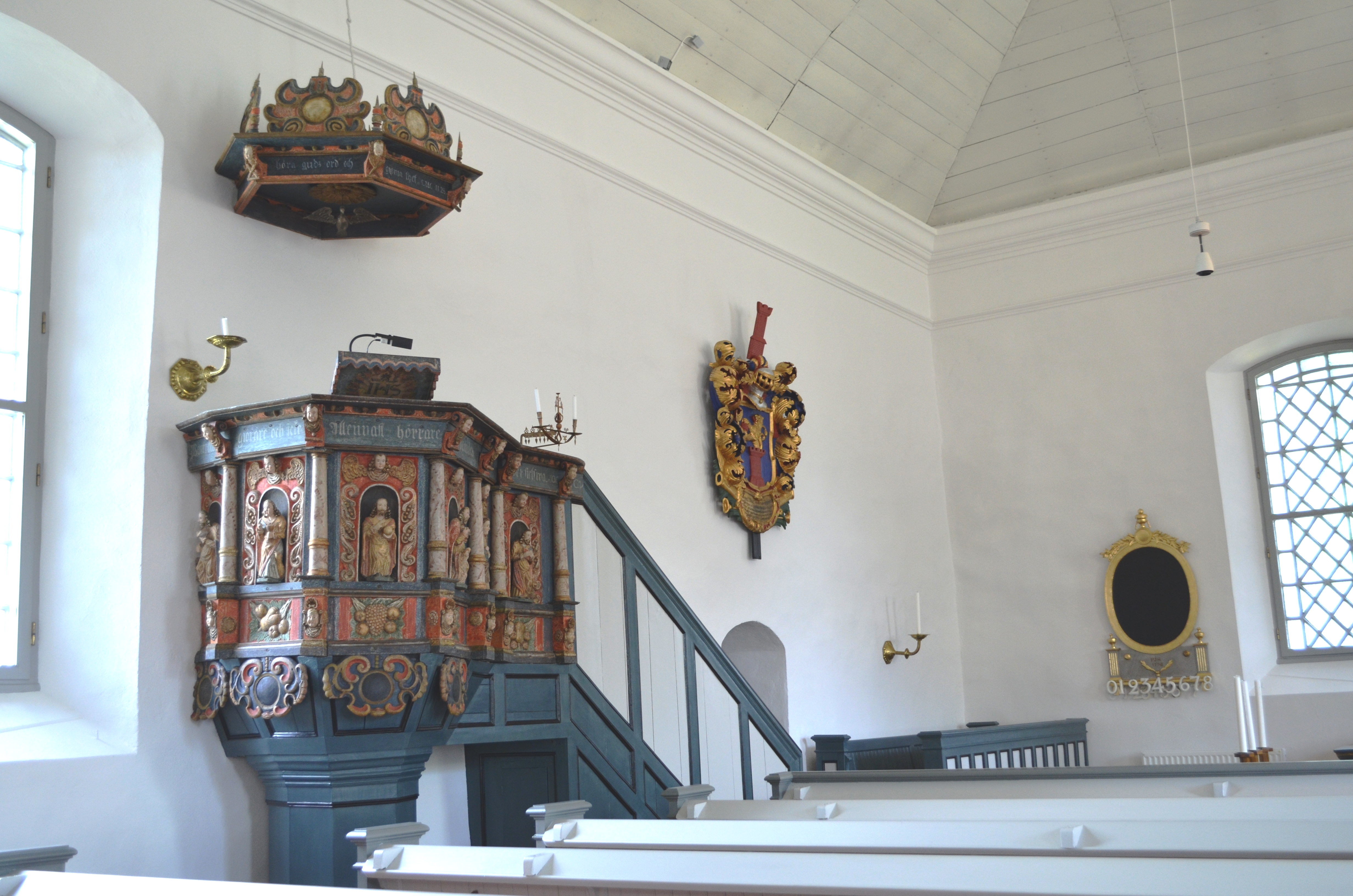
Tjärstad kyrkas predikstol
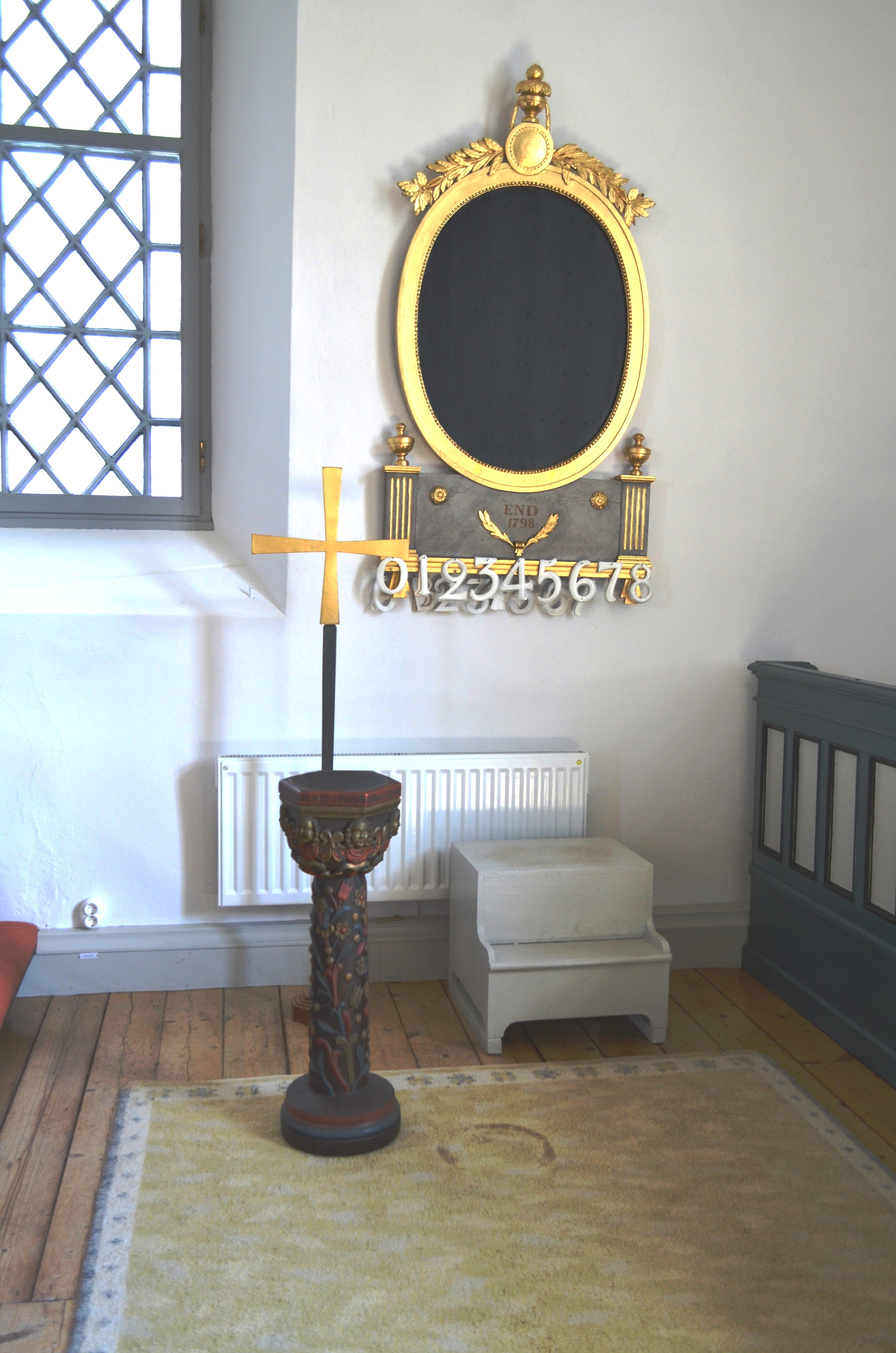
Tjärstad kyrkas dopfunt
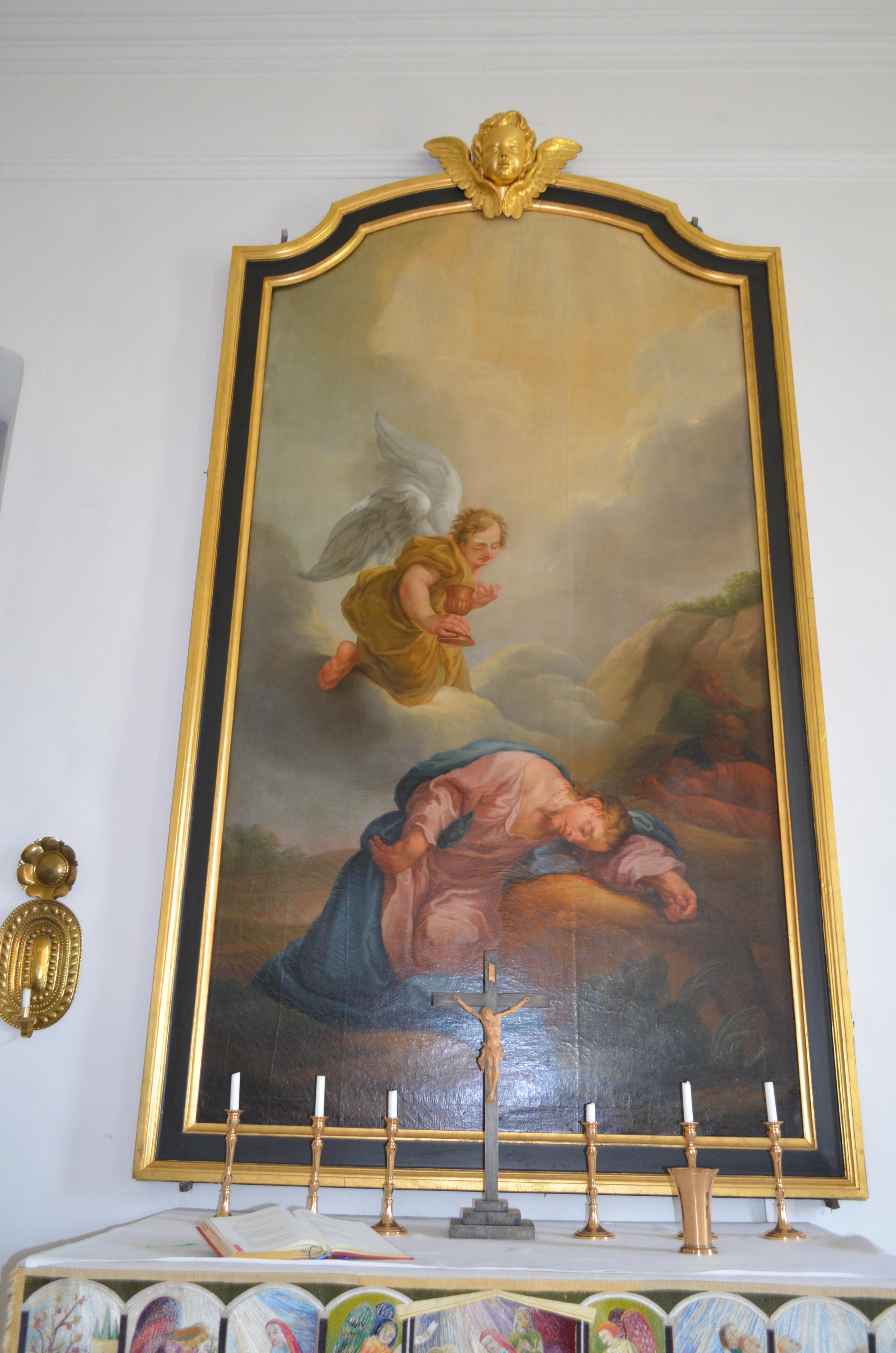
Tjärstad kyrkas altare
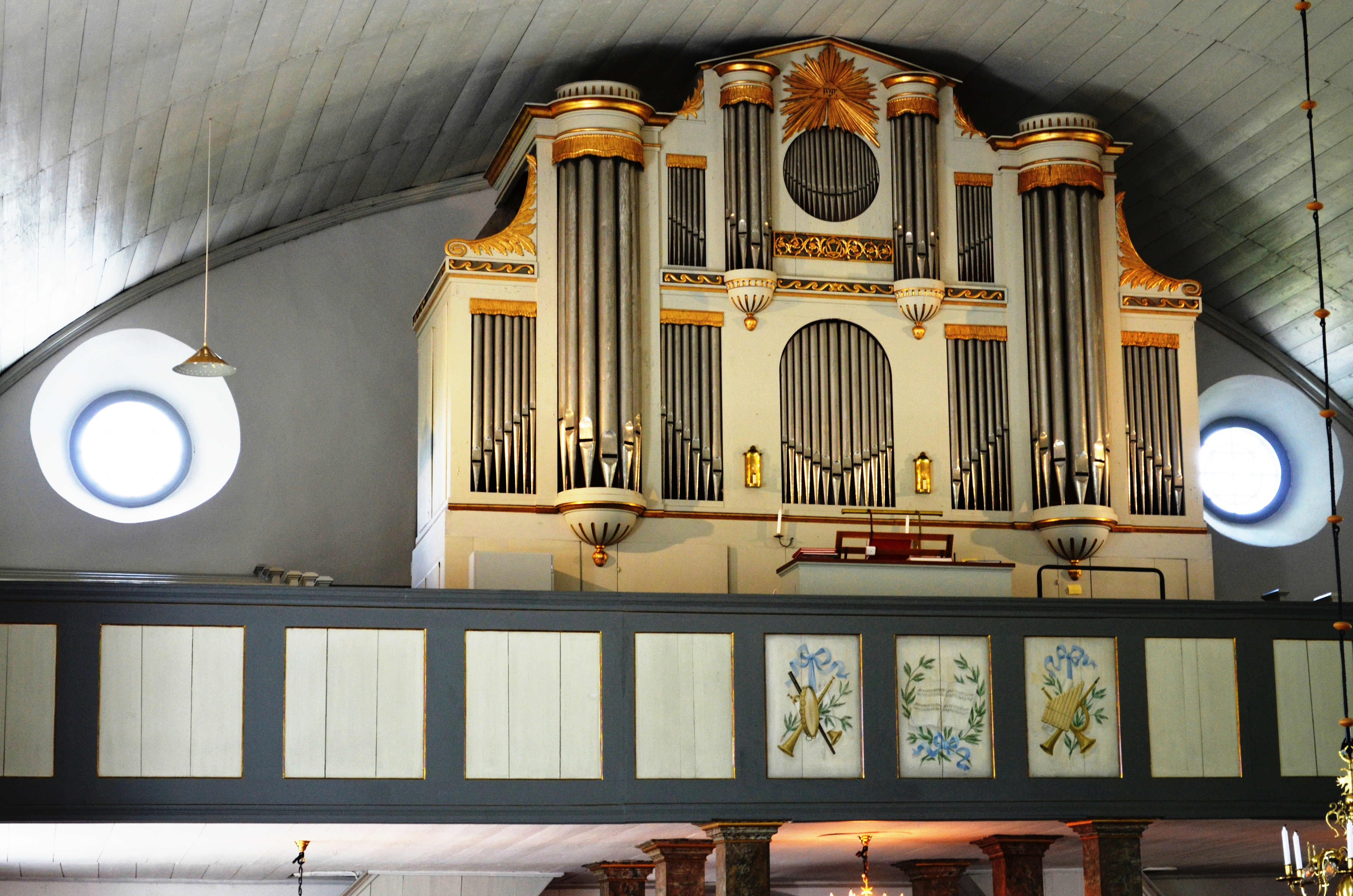
Tjärstad kyrkas kyrkorgel